# نواه ريد
نواه ريد هو ممثل كندي، ولد في 29 مايو 1987 في كندا.

## أعمال

### أفلام
- (1998) بيبي لونغستوكنغ

### مسلسلات
- مغامرات فريد

## وصلات خارجية
- نواه ريد على موقع IMDb (الإنجليزية)
- نواه ريد على موقع ميوزك برينز (الإنجليزية)
- نواه ريد على موقع أول موفي (الإنجليزية)
- نواه ريد على موقع قاعدة بيانات الفيلم (الإنجليزية)